# Valeriana rumicoides
Valeriana rumicoides là một loài thực vật có hoa trong họ Kim ngân. Loài này được Wedd. miêu tả khoa học đầu tiên năm 1859.